# Giuseppe Orceoli
Giuseppe Orceoli (Forlì, 1622 – 1698) è stato un giurista italiano.

## Biografia

Tractatus de transactionibus, 1688 (Milano, Fondazione Mansutti)

Giuseppe Orceoli, di cui non si conosce la biografia, è stato giureconsulto a Forlì e uditore della Compagnia di Gesù nella consulta del Granducato di Toscana. La sua opera nota, Tractatus de transactionibus, stampata nel 1679, è parte delle Consultationes forenses scritte per raccogliere le decisioni della Rota Romana. Le date di nascita e di morte si evincono dall'orazione tenuta nel 1698 nella Chiesa dei Servi di Forlì.